# Albert
Albert — студійний альбом Альберта Кінга, випущений лейблом Tomato Records в 1976 році. У тому ж році альбом зайняв 54 позицію в хіт-параді R&B Albums журналу Billboard. Сингли «Guitar Man» та «Ain't Nothing You Can Do» посіли 79 та 95 сходинки відповідно в чарті Billboard R&B Singles.

## Список композицій
1. «Guitar Man» (Черрі, Берт де Кото) — 5:05
2. «I'm Ready» (Віллі Діксон) — 4:00
3. «Ain't Nothing You Can Do» (Чак Брукс, Дедрік Мелоун, Джозеф Скотт) — 7:10
4. «I Don't Care What My Baby Do» (Джиммі Льїс) — 4:55
5. «Change of Pace» (Росс) — 4:56
6. «My Babe» (Віллі Діксон, Рон Голден, Літтл Волтер) — 3:38
7. «Running Out of Steam» (Карл Томас) — 3:48
8. «Rub My Back» (Джиммі Льїс) — 3:25
9. «(Ain't It) A Real Good Sign» (Росс) — 4:30

## Учасники запису
| - Альберт Кінг — вокал, гітара - Рой Гейнз — гітара - Джей Грейдон — гітара - Грег Порі — гітара - Генрі І. Девіс — бас - Джо Клейтон — бас, конґа - Скотт Едвардс — бас - Вільям Апчерч — бас - Пол Гамфрі — ударні - Гарольд Мейсон — ударні - Марвін Кінг — клавішні - Джо Семпл — клавішні - Берт де Кото — клавішні, продюсер, аранжувальник | - Джордж Богеннон — тромбон - Дональд Кук — тромбон - Боббі Браєнт — труба - Джон Робертс — труба - Ерні Філдс, мол. — флейта, саксофон - Герман Райлі — флейта, саксофон - Александра Браун — вокал - Ді Ірвін — бек-вокал - Ленні Гроувс — бек-вокал - Джулія Тіллман Вотерс — бек-вокал - Максін Віллард Вотерс — бек-вокал - Деніс Вільямс — бек-вокал |

## Позиції у чартах

### Альбом
| Рік  | Чарт       | Позиція |
| ---- | ---------- | ------- |
| 1976 | R&B Albums | 54      |

### Сингли
| Сингл                      | Інформація                                                                                     |
| -------------------------- | ---------------------------------------------------------------------------------------------- |
| «Guitar Man»               | - Сингл Utopia Pb-10770, 1976 - Сторона Б: «Rub My Back» - US R&B Singles #79                  |
| «Ain't Nothing You Can Do» | - Сингл Utopia Pb-10879, 1977 - Сторона Б: «I Don't Care What My Baby Do» - US R&B Singles #95 |